# Cendrieux
Cendrieux – miejscowość i dawna gmina we Francji, w regionie Nowa Akwitania, w departamencie Dordogne. W 2013 roku populacja gminy wynosiła 615 mieszkańców. 
W dniu 1 stycznia 2017 roku z połączenia dwóch ówczesnych gmin – Sainte-Alvère-Saint-Laurent Les Bâtons oraz Cendrieux – utworzono nową gminę Val-de-Louyre-et-Caudeau. Siedzibą gminy została miejscowość Sainte-Alvère. 